# Скарито, Оддоне
Оддо́не Скари́то (итал. Oddone Scarito; годы жизни неизвестны) — политик и государственный деятель Сан-Марино. Консул, впоследствии один из двух первых капитанов-регентов республики (совместно с Филиппо да Стерпето). Правил с 1 октября 1243 года по 1 апреля 1244 года. Вторично занимал должность капитана-регента 1 апреля — 1 октября 1253 года совместно с Андреа Суперджи. Скарито и да Стерпето являются первыми известными главами государства Сан-Марино. В честь Оддоне Скарито названа улица в коммуне Борго-Маджоре.